# Cúmulo de Centauro
El cúmulo de Centauro (Abell 3526) es un grupo de centenares de galaxias, situadas aproximadamente 170 millones de años luz de distancia en la constelación de Centauro. La galaxia más brillante miembro es la galaxia elíptica NGC 4696 (~ 11 m). Cúmulo de Centauro comparte su supercúmulo, el supercúmulo Hidra-Centauro, con el cúmulo de Hidra Abell 3565, Abell 3574 y Abell 3581.

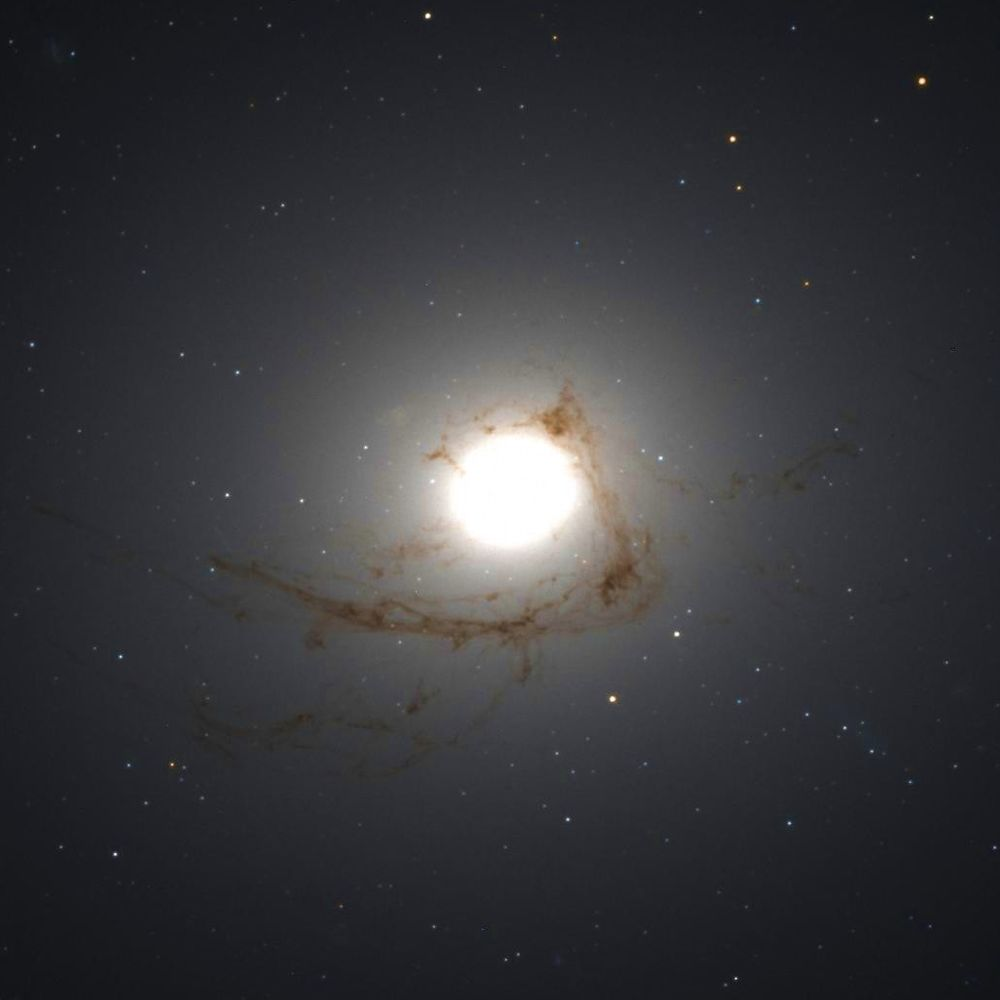
Imagen de la galaxia más grande, NGC 4696 por el HST.

El grupo se compone de dos diferentes subgrupos de galaxias con diferentes velocidades. Cen 30 es el subgrupo principal que contiene NGC 4696 Cen 45 se mueve a 1500 relativa km / s a Cen 30, y se cree que es la fusión con el grupo principal.
Dentro la estructura cósmica, el cúmulo de Centaruro corresponde a uno de los 4 grandes Supercumulos de galaxias que componen el Supercumulo de Laniakea, que en términos hawaianos significa "cielos inmensos o inconmensurables". 
- Datos: Q61075
- Multimedia: Centaurus Cluster / Q61075